# Istočni Geelvink Bay jezici
Istočni Geelvink Bay jezici porodica papuanskih jezika koja se prije vodila kao dio porodice geelvink bay.
Obuhvaća 11 jezika raširenih na području indonezijskog dijela otoka Nova Gvineja, a to su: anasi [bpo], barapasi [brp], bauzi [bvz], burate [bti], demisa [dei], kofei [kpi], nisa [njs], sauri [srt], tefaro [tfo], tunggare [trt], woria [wor].
Ukupan broj govornika iznosi oko 7.800. Jezik woria je pred izumiranjem (6 govornika, 2000 S. Wurm).

## Vanjske poveznice
- Ethnologue (14th)